# WD 0806-661
WD 0806-661は、とびうお座の方向に太陽系から約63光年の距離にある白色矮星である。白色矮星の中でも、スペクトルに炭素の吸収線がみられるDQ型に分類される。WD 0806-661の周囲には、大きく離れた位置に惑星質量の伴天体が発見されているが、この伴天体が褐色矮星か太陽系外惑星かは、はっきりわかっていない。

## 特徴
WD 0806-661は、スペクトルに炭素分子（C2）のスワンバンド吸収帯がみられることから、C2型の白色矮星に分類されていたが、白色矮星のスペクトル分類が新しくなると、炭素成分がみられる白色矮星のDQ型となった。WD 0806-661のスワンバンドはとても弱く、観測者によっては検出できないことも多かった。一方で、紫外線での中性炭素原子吸収線が非常に強いので、スペクトルの特徴を調べるには紫外線スペクトルが用いられる。
WD 0806-661は、表面の有効温度がおよそ10,000 Kで、スペクトル型ではDQ4.9に相当する。質量は太陽の6割程度で、主系列星であった頃の質量は、太陽の約2倍と推定されている。この質量の主系列星の寿命と、白色矮星になってからの冷却時間とから、WD 0806-661の年齢は、およそ20億年と見積もられている。

## 伴天体
2011年、スピッツァー宇宙望遠鏡の赤外線カメラIRACを用いて、太陽近傍の亜恒星天体を捜索する計画の中で、WD 0806-661の近くに非常に暗い天体がみつかった。この天体は、WD 0806-661との離角が130秒角あるが、固有運動がWD 0806-661とそっくりなので、物理的に結び付いたWD 0806-661の伴天体だと考えられる。この伴天体WD 0806-661 Bは、WD 0806-661の距離からすると、実際には2,500 au以上離れている。
当初、WD 0806-661 Bは近赤外線で検出されず、明るさの上限しかわからなかったが、中間赤外線での明るさと、WD 0806-661の伴天体と考えたときの年齢から、星の進化理論に基づいて質量と温度が見積もられた。WD 0806-661 Bの質量は、木星の6倍から9倍、表面温度は約350 Kで、極めて低温なY型褐色矮星の候補とされた。光度も太陽の650万分の1と、発見当時既知であった褐色矮星候補の中でも最も暗いものであった。その後、ハッブル宇宙望遠鏡によって近赤外線でも検出されたが、依然として最も低温とされる褐色矮星候補より少し高温なだけである。
WD 0806-661 Bは、WD 0806-661から2,500 au以上離れていることから、この位置で形成されたのであれば、連星と同様の過程を経ている褐色矮星だと考えられるが、質量からするとWD 0806-661の前駆天体の近くで原始惑星系円盤から誕生した惑星が、母星が終末を迎える際に遠い軌道へと押しやられたという筋書も成り立つ。実際にどうだったかは、WD 0806-661 Bが分光観測されるなどして、その詳しい特徴が明らかになるのを待つ必要がある。
| 名称 （恒星に近い順） | 質量     | 軌道長半径 （天文単位） | 公転周期 (日) | 軌道離心率 | 軌道傾斜角 | 半径 |
| --------------------- | -------- | ----------------------- | ------------- | ---------- | ---------- | ---- |
| b (Ahra)              | 6 - 9 MJ | ≥ 2,500                 | —             | —          | —          | —    |

## 名称
2022年、ジェイムズ・ウェッブ宇宙望遠鏡の優先観測目標候補となっている太陽系外惑星のうち、20の惑星とその親星を公募により命名する「太陽系外惑星命名キャンペーン2022（NameExoWorlds 2022）」において、WD 0806-661とWD 0806-661 Bは命名対象の惑星系の1つとなった。このキャンペーンは、国際天文学連合（IAU）が「持続可能な発展のための国際基礎科学年（IYBSSD2022）」の参加機関の一つであることから企画されたものである。2023年6月、IAUから最終結果が公表され、WD 0806-661はMaru、WD 0806-661 BはAhraと命名された。Maru（朝: 마루）は、朝鮮語で空を連想させる言葉。Ahra（朝: 아라）は、朝鮮語で海を連想させる言葉である。